# 如果陽光
《如果......陽光》是一首香港飲料品牌陽光檸檬茶的粵語廣告歌，由林慕德作曲，為香港經典的廣告歌之一。原版來自1987年版本的廣告，並無明確歌名，原唱者有爭議。此明確歌名來自2010年馮曦妤的翻唱版本。

## 原版
1987年版的廣告講述Yvonne Yuen飾演的女中學生暗戀鄭伊健飾演的男同學。廣告歌由林慕德作曲，填詞者按2010年版本資料是葉偉信，兩版本的歌詞並沒有分別。

### 原唱者爭議
此歌原唱者是誰，坊間一直不清楚，至2017年林慕德透露原唱者為名氣不大的女歌手楊楚營（又名楊楚瑩），但是她於此廣告推出前已自殺去世。然而，一名1980年代的前歌手盧昭明隨即反駁林慕德，聲稱自己才是當年的原唱者，其說法獲當年廣告的錄音兼混音師朱偉文支持。而林慕德則回應當時曾找盧昭明等多名歌手錄過不同版本予客戶選擇，他堅稱楊楚營的版本是最好及最終被選用的版本。

## 翻唱版本
- 2010年，由何思諺演出的陽光檸檬茶的廣告中，由馮曦妤翻唱此歌，此版本亦甚為聞名，並對此歌有明確命名，收錄於馮曦妤的專輯中。[7][4][8][9]
- 2017年，陽光推出復刻版包裝產品，請來歌手陳蕾及李拾壹模仿1987年版本廣告拍攝一輯復刻版廣告，此版本《如果......陽光》由兩人合唱。[10]

## 其他相關歌曲
- 《Sol #4》：由林慕德作曲的另一首陽光檸檬茶廣告歌，由蘇永康原唱，用於1989年由樊亦敏主演的廣告（一說廣告名稱為《第一次約會》[11]），與《如果......陽光》一樣歌詞中有「如陽光」一語。此歌經擴編為完整版，收錄於蘇永康同年的個人專輯《失眠》[12]。2018年陽光延續前一年的復刻宣傳，請來樂隊Dear Jane翻唱並模仿1989年版本廣告拍攝復刻版廣告，廣告女主角為蘇皓兒。[13][14]